# Liste der Werke von Pietro Metastasio

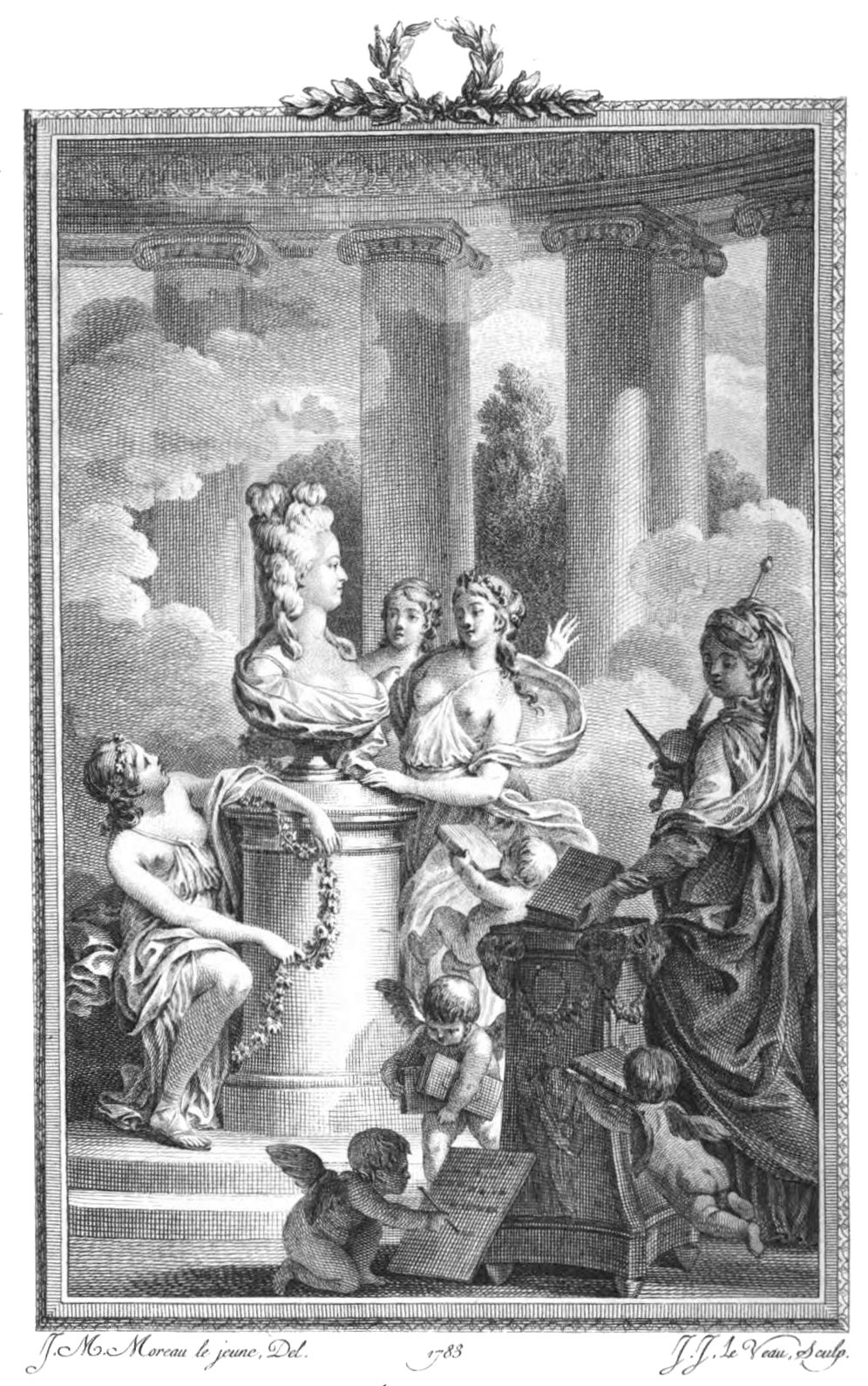
Melpomene überreicht im Tempel der Grazien Maria Antonietta, der Königin von Frankreich, die Werke von Metastasio.

Diese Liste enthält die Libretti von Pietro Metastasio einschließlich Angaben über die bekannten Vertonungen.

## Opern
Abgesehen vom Intermezzo Impresario delle Canarie haben alle diese Werke drei Akte. Die Bezeichnung lautet „dramma“ oder „dramma per musica“.
| Titel                      | Uraufführung der ersten Vertonung | Ort der Uraufführung                       | Komponist                  | Anzahl Vertonungen | Anmerkungen                                                                                     |  |
| -------------------------- | --------------------------------- | ------------------------------------------ | -------------------------- | ------------------ | ----------------------------------------------------------------------------------------------- |  |
| Siface re di Numidia       | 13. Mai 1723                      | Neapel, Teatro San Bartolomeo              | Francesco Feo              | ≈ 15               | Bearbeitung von La forza della virtù von Domenico David                                         |  |
| Didone abbandonata         | 1. Februar 1724                   | Neapel, Teatro San Bartolomeo              | Domenico Sarro             | ≈ 70               |                                                                                                 |  |
| L’impresario delle Canarie | 1. Februar 1724                   | Neapel, Teatro San Bartolomeo              | Domenico Sarro             | 6                  | Intermezzo zu Didone abbandonata                                                                |  |
| Siroe                      | 2. Februar 1726                   | Venedig, Teatro San Giovanni Crisostomo    | Leonardo Vinci             | ≈ 40               |                                                                                                 |  |
| Catone in Utica            | 19. Januar 1728                   | Rom, Teatro delle Dame                     | Leonardo Vinci             | ≈ 30               |                                                                                                 |  |
| Ezio                       | 21. November 1728                 | Venedig, Teatro San Giovanni Crisostomo    | Nicola Porpora             | ≈ 55               |                                                                                                 |  |
| Semiramide riconosciuta    | 6. Februar 1729                   | Rom, Teatro delle Dame                     | Leonardo Vinci             | ≈ 40               |                                                                                                 |  |
| Alessandro nell’Indie      | 26. Dezember 1729                 | Rom, Teatro delle Dame                     | Leonardo Vinci             | ≈ 75               |                                                                                                 |  |
| Artaserse                  | 4. Februar 1730                   | Rom, Teatro delle Dame                     | Leonardo Vinci             | ≈ 90               |                                                                                                 |  |
| Demetrio                   | 4. November 1731                  | Wien, Hoftheater                           | Antonio Caldara            | ≈ 60               | zum Namenstag Kaiser Karls VI.                                                                  |  |
| Issipile                   | 7. Februar 1732                   | Wien, Hoftheater                           | Francesco Bartolomeo Conti | ≈ 30               |                                                                                                 |  |
| Adriano in Siria           | 9. November 1732                  | Wien, Hoftheater                           | Antonio Caldara            | ≈ 65               |                                                                                                 |  |
| L’olimpiade                | 30. August 1733                   | Wien, Favorita                             | Antonio Caldara            | ≈ 60               | zum Geburtstag der Kaiserin Elisabeth                                                           |  |
| Demofoonte                 | 4. November 1733                  | Wien, Hoftheater                           | Antonio Caldara            | ≈ 75               | zum Namenstag Kaiser Karls VI.                                                                  |  |
| La clemenza di Tito        | 4. November 1734                  | Wien, Hoftheater                           | Antonio Caldara            | ≈ 50               | zum Namenstag Kaiser Karls VI.                                                                  |  |
| Achille in Sciro           | 13. Februar 1736                  | Wien, Theater am Kärntnertor               | Antonio Caldara            | ≈ 30               | zur Hochzeit Maria Theresias mit Franz von Lothringen                                           |  |
| Ciro riconosciuto          | 28. August 1736                   | Wien, Favorita                             | Antonio Caldara            | ≈ 25               | zum Geburtstag der Kaiserin Elisabeth                                                           |  |
| Temistocle                 | 4. November 1736                  | Wien, Hoftheater                           | Antonio Caldara            | ≈ 25               | zum Namenstag Kaiser Karls VI.                                                                  |  |
| Zenobia                    | 28. August 1737                   | Wien, Favorita                             | Giovanni Bononcini         | ≈ 30               | zum Geburtstag der Kaiserin Elisabeth                                                           |  |
| Antigono                   | 10. Oktober 1743                  | Hubertusburg                               | Johann Adolph Hasse        | ≈ 45               |                                                                                                 |  |
| Ipermestra                 | 8. Januar 1744                    | Wien, Königliches Theater                  | Johann Adolph Hasse        | ≈ 30               | zur Hochzeit der Erzherzogin Maria Anna von Österreich mit Herzog Karl Alexander von Lothringen |  |
| Attilio Regolo             | 12. Januar 1750                   | Dresden, Hoftheater                        | Johann Adolph Hasse        | 4                  | bereits 1740 geschrieben                                                                        |  |
| Il re pastore              | 27. Oktober 1751                  | Wien, Gartentheater von Schloss Schönbrunn | Giuseppe Bonno             | ≈ 30               |                                                                                                 |  |
| L’eroe cinese              | 13. Mai 1752                      | Wien, Gartentheater von Schloss Schönbrunn | Giuseppe Bonno             | ≈ 20               |                                                                                                 |  |
| Nitteti                    | 23. September 1756                | Madrid, Real Teatro del Buen Retiro        | Nicola Conforto            | ≈ 35               | zum Geburtstag Ferdinands VI. von Spanien                                                       |  |
| Il trionfo di Clelia       | 27. April 1762                    | Wien, Burgtheater                          | Johann Adolph Hasse        | ≈ 10               | zur Feier der Entbindung der Erzherzogin Isabella von Bourbon                                   |  |
| Romolo ed Ersilia          | 6. August 1765                    | Innsbruck                                  | Johann Adolph Hasse        | 2                  | zur Hochzeit Erzherzog Leopolds mit der Infantin Maria Ludovica von Bourbon                     |  |
| Il Ruggiero                | 16. Oktober 1771                  | Mailand, Teatro Regio Ducale               | Johann Adolph Hasse        | 2                  | zur Hochzeit Erzherzog Ferdinands mit Erzherzogin Maria Beatrice d’Este                         |  |

## Serenaten
Diese Werke schrieb Metastasio zu besonderen Anlässen. Er bezeichnete sie meist als „festa teatrale“, „azione teatrale“ oder „componimento drammatico“. Wenn nicht anders angegeben, handelt es sich um Einakter.
| Titel                              | Datum der ersten Vertonung           | Ort                                                                      | Komponist                 | Anzahl Vertonungen | Anmerkungen |
| ---------------------------------- | ------------------------------------ | ------------------------------------------------------------------------ | ------------------------- | ------------------ | --- |
| Angelica                           | 28. August 1720                      | Neapel, Palast von Antonio Caracciolo, Prinz von Torella                 | Nicola Antonio Porpora    | 12                 | „Festa teatrale“ zum Geburtstag der Kaiserin Elisabeth; Die Aufführungen fanden am 4. und 7. September statt |
| Endimione                          | 30. Mai 1721                         | Neapel                                                                   | Domenico Sarro            | 24                 | Serenata in zwei Teilen zur Hochzeit des Prinzen von Belmonte, Antonio Pignatelli, mit Anna Francesca Pinelli di Sangro |
| Gli orti esperidi                  | 28. August 1721                      | Neapel                                                                   | Nicola Antonio Porpora    | 6                  | „Componimento drammatico“ in zwei Teilen zum Geburtstag der Kaiserin Elisabeth |
| La Galatea                         | 1722                                 | Neapel, Haus von Diego Pignatelli                                        | Gioseffo Comito           | 18                 | Serenata in zwei Teilen zur Taufe der beiden Kinder von Diego Pignatelli, dem Herzog von Monteleone |
| La contesa de’ numi                | 25. November 1729                    | Rom, im Hof des Palazzo Altemps                                          | Leonardo Vinci            | 2                  | „Componimento drammatico“ in zwei Teilen zur Geburt des Dauphins Louis Ferdinand |
| Il tempio dell’eternità            | 20. oder 28. August 1731             | Wien, Theater der Favorita                                               | Johann Joseph Fux         | 5                  | „Festa teatrale“ zum Geburtstag der Kaiserin Elisabeth |
| Amor prigioniero                   | 1732                                 | Wien, kaiserliche Privatbühne                                            | Luca Antonio Predieri     | 16                 | „Componimento drammatico“ |
| L’asilo d’Amore                    | 28. August 1732                      | Linz                                                                     | Antonio Caldara           | 12                 | „Festa teatrale“ zum Geburtstag der Kaiserin Elisabeth |
| Le cinesi                          | Karneval 1735                        | Wien, Privatgemächer der kaiserlichen Residenz der Favorita              | Antonio Caldara           | 14                 | „Componimento drammatico“ als Einleitung zu einem „Ballo cinese“ |
| Le grazie vendicate                | 28. August 1735                      | Wien, Privatgemächer der kaiserlichen Residenz der Favorita              | Antonio Caldara           | 5                  | „Componimento drammatico“ zum Geburtstag der Kaiserin Elisabeth |
| Il palladio conservato             | 1. Oktober 1735                      | Wien, Privatgemächer der kaiserlichen Residenz der Favorita              | Georg Reutter             | 4                  | „Azione teatrale“ zum Geburtstag Kaiser Karls VI. |
| Il sogno di Scipione               | 1. Oktober 1735 (geplant)            | Wien                                                                     | Luca Antonio Predieri     | 16                 | „Azione teatrale“ zum Geburtstag Kaiser Karls VI. |
| Il Parnaso accusato e difeso       | 28. August 1738                      | Wien, Galerie der kaiserlichen Favorita                                  | Georg Reutter             | 6                  | „Componimento drammatico“ zum Geburtstag der Kaiserin Elisabeth |
| La pace fra la virtù e la bellezza | 15. Oktober 1738                     | Wien, großes Vorzimmer der kaiserlichen Residenz                         | Luca Antonio Predieri     | 5                  | „Azione teatrale“ zum Namenstag der Erzherzogin Maria Theresia |
| Astrea placata                     | 28. August 1739                      | Wien, Galerie der kaiserlichen Favorita                                  | Luca Antonio Predieri     | 8                  | „Componimento drammatico“ zum Geburtstag der Kaiserin Elisabeth |
| Il natal di Giove                  | 1. Oktober 1740                      | Wien, Privatgemächer der kaiserlichen Residenz der Favorita              | Giuseppe Bonno            | 9                  | „Azione teatrale“ zum Geburtstag Kaiser Karls VI. |
| Il vero omaggio                    | 12. März 1743                        | Wien, Palastgarten von Schloss Schönbrunn                                | Giuseppe Bonno            | 3                  | „Componimento drammatico“ zum Geburtstag des Erzherzogs Joseph |
| La danza                           | April 1744                           | Wien, Hofburg                                                            | Giuseppe Bonno            | 12                 | „Cantata a due voci“; aufgeführt von einer Hofdame und einem Edelmann |
| L’augurio di felicità              | 1749                                 | Wien, kaiserliche Privatgemächer von Schloss Schönbrunn                  | Georg Reutter             | 1                  | „Cantata a tre voci“ zum Geburtstag der Kaiserin-Mutter Elisabeth; aufgeführt von den jungen Erzherzoginnen Maria Anna, Maria Christina und Maria Elisabeth |
| La rispettosa tenerezza            | 1750                                 | Wien, kaiserliche Privatgemächer von Schloss Schönbrunn                  | Georg Reutter             | 1                  | „Componimento drammatico“ zum Namenstag Maria Theresias; aufgeführt von den jungen Erzherzoginnen Maria Anna, Maria Christina und Maria Elisabeth |
| L’isola disabitata                 | 31. Mai 1753                         | Aranjuez                                                                 | Giuseppe Bonno            | 37                 | „Azione per musica“ zum Namenstag König Ferdinands VI. von Spanien |
| Tributo di rispetto e d’amore      | 1754                                 | Wien, kaiserliche Privatgemächer von Schloss Schönbrunn                  | Georg Reutter             | 1                  | „Componimento drammatico“ zum Geburtstag Kaiser Franz I. Stephan (HRR); aufgeführt von den jungen Erzherzoginnen Maria Anna, Maria Christina und Maria Elisabeth |
| Il ciclope                         | 1754                                 | Wien, private Aufführung am kaiserlichen Hof                             | unbekannt                 | 8                  | „Cantata a Due“ im Auftrag von Kaiser Franz I., um die besondere Bassstimme eines seiner Bediensteten herauszustellen |
| La gara                            | 1755                                 | Wien, Privatgemächer des kaiserlichen Hofs                               | Georg Reutter             | 1                  | „Componimento drammatico“ zur Geburt der Erzherzogin Marie Antoinette; aufgeführt von der Erzherzogin Maria Anna und zwei ihrer Hofdamen |
| Il sogno                           | 1756                                 | Wien, Privatgemächer der Kaiserin                                        | Georg Reutter             | 1                  | „Componimento drammatico“ im kaiserlichen Auftrag; aufgeführt von der Erzherzogin Maria Anna und zwei ihrer Hofdamen |
| La ritrosia disarmata              | 1759                                 |                                                                          | unbekannt                 | 2                  | „Componimento drammatico“, auf Wunsch Farinellis für den königlichen Hof in Spanien geschrieben; vermutlich 1825 von Joseph Elsner als Duodrama in einem Akt vertont |
| L’ape                              | 1760                                 |                                                                          | unbekannt                 | 0                  | „Componimento drammatico“, auf Wunsch Farinellis für den königlichen Hof in Spanien geschrieben |
| Il quadro animato                  | 18. August 1760                      | Goldegg                                                                  | Georg Christoph Wagenseil | 1                  | „Cantata a due voci“ zur Begrüßung Maria Theresias |
| Alcide al bivio                    | 8. Oktober 1760                      | Wien, Redoutensaal der Hofburg                                           | Johann Adolph Hasse       | 7                  | „Festa teatrale“ zur Hochzeit Erzherzog Josephs, des späteren Kaisers Joseph II., mit Prinzessin Isabella von Bourbon |
| L’Atenaide                         | Auftrag vom 27. April 1762 (geplant) | Wien                                                                     | Giuseppe Bonno            | 1                  | „Azione teatrale“ in zwei Teilen zur Geburt des ersten Kindes von Erzherzog Joseph (später Kaiser Joseph II.) und seiner ersten Frau Isabella; Sie sollte von Isabella und vier Schwestern Josephs (Maria Anna, Maria Christina, Maria Elisabeth und Maria Amalia) aufgeführt werden. Aufgrund der tödlichen Erkrankung Isabellas wurde die Aufführung jedoch abgesagt. |
| Egeria                             | 24. April 1764                       | Wien, Burgtheater                                                        | Johann Adolph Hasse       | 3                  | „Festa teatrale“ zur Krönung Josephs II. zum römischen König |
| Il Parnaso confuso                 | 24. Januar 1765                      | Wien, Salon de Bataille (heutiger Zeremoniensaal) von Schloss Schönbrunn | Christoph Willibald Gluck | 4                  | „Azione teatrale“ zur Hochzeit Joseph mit Maria Josepha von Bayern |
| Il trionfo d’Amore                 | 25. Januar 1765                      | Wien, Schloss Schönbrunn                                                 | Florian Leopold Gassmann  | 1                  | „Azione teatrale“ zur Hochzeit Josephs II. mit Maria Josepha von Bayern |
| La pace fra le tre dee             | 4. September 1765 (geplant)          | Madrid                                                                   | Nicola Conforto?          | 1                  | „Festa teatrale“ zur Hochzeit des Fürsten von Asturien, dem späteren spanischen König Karl IV., mit der Infantin Maria Luise von Parma |
| La corona                          | 4. Oktober 1765 (geplant)            | Wien, Salon de Bataille (heutiger Zeremoniensaal) von Schloss Schönbrunn | Christoph Willibald Gluck | 2                  | „Azione teatrale“ zum Namenstag des Kaisers Franz I. |
| Partenope                          | 9. September 1767                    | Wien, Burgtheater                                                        | Johann Adolph Hasse       | 5                  | „Festa teatrale“ in zwei Teilen zur Verlobung König Ferdinands IV. von Neapel mit Erzherzogin Maria Josepha |

## Oratorien
Alle diese Werke bestehen aus zwei Teilen. Abgesehen von Per la festività del Santo Natale wurden sie im Auftrag Kaiser Karls VI. in Wien für die Karwoche des jeweiligen Jahres geschrieben.
| Titel                             | Uraufführung der ersten Vertonung | Ort der Uraufführung           | Komponist                  | Anzahl Vertonungen | Anmerkungen                     |
| --------------------------------- | --------------------------------- | ------------------------------ | -------------------------- | ------------------ | ------------------------------- |
| Per la festività del Santo Natale | 1727                              | Rom, Palazzo della Cancelleria | Giovanni Battista Costanzi | ≈ 10               | „sacro componimento drammatico“ |
| La passione di Gesù Cristo        | 4. April 1730                     | Wien, Hofburgkapelle           | Antonio Caldara            | ≈ 70               | „azione sacra“                  |
| Sant’Elena al Calvario            | 20. März 1731                     | Wien, Hofburgkapelle           | Antonio Caldara            | ≈ 30               | „azione sacra“                  |
| La morte d’Abel                   | 8. April 1732                     | Wien, Hofburgkapelle           | Antonio Caldara            | ≈ 40               | „azione sacra“                  |
| Giuseppe riconosciuto             | 12. März 1733                     | Wien, Hofburgkapelle           | Giuseppe Porsile           | ≈ 55               | „azione sacra“                  |
| La Betulia liberata               | 8. April 1734                     | Wien, Hofburgkapelle           | Georg Reutter              | ≈ 50               | „azione sacra“                  |
| Gioas re di Giuda                 | 5. oder 7. April 1735             | Wien, Hofburgkapelle           | Georg Reutter              | ≈ 50               | „azione sacra“                  |
| Isacco figura del redentore       | 12. Februar 1740                  | Wien, Hofburgkapelle           | Luca Antonio Predieri      | ≈ 55               | „azione sacra“                  |

## Andere Libretti

### 37 Kantaten (davon 26 mit Titel)
- Amor timido
- Il consiglio
- Il nido degli amor
- Il nome
- Il primo amore
- Il ritorno
- Il sogno
- Il tabacco
- Il trionfo della gloria
- Irene
- La cacciatrice
- La cioccolata
- La gelosia
- La Pesca
- La primavera
- L’Armonica
- La scusa
- La tempesta
- L’Aurora
- L’estate
- L’inciampo
- L’inverno
- Pel giorno natalizio di Francesco I
- Pel giorno natalizio di Maria Teresa
- Pel nome glorioso di Maria Teresa
- Primo omaggio di canto

### Canzonetten
- A Nice
- Canzonetta
- La libertà
- La partenza
- La primavera
- L’estate
- Palinodia

### Complimenti
- Zwei dramatische Kantaten: Johann Adolph Hasse, 1760
- Fünf Kantaten: Georg Reutter 1748, 1751 La virtuosa emulazione, 1754, 1759, Giuseppe Bonno 1761
- Zwei Arien: Georg Christoph Wagenseil 1752, Georg Reutter 1760

### Strofe per musica
Einige der 33 strofe wurden vermutlich 1730–36 von Antonio Caldara als Kanon vertont und erstmals 1748 veröffentlicht. Später wurden sie auch von anderen Komponisten vertont.

## Nicht zur Komposition vorgesehene Werke
- Poesie di P. Metastasio mit Il Giustino (tragedia in fünf Akten) und anderen Dichtungen, Neapel 1717
- 32 Sonette
- 4 geistliche Gedichte, darunter Inno a san Giulio (1751 vertont) und Pel Santo Natale, eine Paraphrase des Miserere (Psalm 51 und 50 der Vulgata)
- Hochzeitsgedichte
- Oden
- Übersetzungen und Abhandlungen griechischer Texte
- Mehr als 2.600 veröffentlichte Briefe

## Digitalisate
1. ↑  L’augurio di felicità – Libretto (italienisch) als Digitalisat beim Münchener Digitalisierungszentrum. In: Opere del signor abate Pietro Metastasio, Band 11, Herissant, Paris 1782, S. 205 ff.
2. ↑  La rispettosa tenerezza – Libretto (italienisch) als Digitalisat beim Münchener Digitalisierungszentrum. In: Opere del signor abate Pietro Metastasio, Band 11, Herissant, Paris 1782, S. 197 ff.
3. ↑  Tributo di rispetto e d’amore – Libretto (italienisch) als Digitalisat beim Münchener Digitalisierungszentrum. In: Opere del signor abate Pietro Metastasio, Band 11, Herissant, Paris 1782, S. 189 ff.
4. ↑  La gara – Libretto (italienisch) als Digitalisat beim Münchener Digitalisierungszentrum. In: Opere del signor abate Pietro Metastasio, Band 11, Herissant, Paris 1782, S. 179 ff.
5. ↑  Il sogno – Libretto (italienisch) als Digitalisat beim Münchener Digitalisierungszentrum. In: Opere del signor abate Pietro Metastasio, Band 4, Herissant, Paris 1780, S. 417 ff.
6. ↑  La ritrosia disarmata – Libretto (italienisch) als Digitalisat beim Münchener Digitalisierungszentrum. In: Opere del signor abate Pietro Metastasio, Band 11, Herissant, Paris 1782, S. 105 ff.
7. ↑  L’ape – Libretto (italienisch) als Digitalisat beim Münchener Digitalisierungszentrum. In: Opere del signor abate Pietro Metastasio, Band 11, Herissant, Paris 1782, S. 149 ff.
8. ↑  L’Atenaide – Libretto (italienisch) als Digitalisat beim Münchener Digitalisierungszentrum. In: Opere del signor abate Pietro Metastasio, Band 11, Herissant, Paris 1782, S. 5 ff.